# دالي
دالي (2 أيار / مايو 1981 -)، مغنية عراقية مقيمة في الولايات المتحدة حاليًا، وتعتبر واحدة من أشهر مطربين الألفية الجديدة في العراق.

## حياتها الفنية
بدأت بالإداء بفرقة موسيقى شعبية عراقية في بغداد في مهرجانات بابل الاحتفالية، ومنذ ذلك الحين بدأت بحضور مهرجانات عديدة في الأردن.
على أية حال، منذ انتقالها إلى الأردن تركت فرقتها القديمة ومتحرّكة في تقَدّم مهنتها مع تغيّر في الإتّجاه الموسيقي.
في عام 2003 طرح ألبومها «محطات الشقى» في الأسواق، وهو أول ألبوم موسيقي لها قدمت فيه العديد من الألوان الغنائية. وتعد أغنيتها المصورة «سلام الله» بداية للنجاح، وفي عام 2007 بعد فوز منتخب العراق في كأس آسيا اصدرت أغنية مصورة بعنوان «أسود الرافدين» فرحة لنجاح منتخبها بتلك البطولة.
كما إنها أدت حفلات كثيرة في سوريا والأردن للجاليات العراقيةِ الكبيرة هناك وغيرها الكثير.

### دخولها للتمثيل
في عام 2009 شاركت كممثلة في بطولة الفوازير الرمضانية «زنود الست» وقلدت خلالها العديد من الشخصيات النسائية والرجالية في العراق أو الوطن العربي، وثم مشاركة تمثيلية لها كانت بعمل كوميدي بعنوان «سامبا» إلى جانب الفنان إياد راضي.

### حياتها الأسرية
تزوجت، ولديها ابنة تدعى «جيسيكا».

## أعمالها

### الألبومات
- 2003: محطات الشقى.
- 2004: مشتاق أضمك.

### الأغاني المصورة
- 2004: سلام الله.
- 2004: إحساسي صوبك.
- 2006: عوفني.
- 2006: لا وعيونك.
- 2007: أسود الرافدين.
- 2007: يخاصمني.
- 2007: ويش أقول.
- 2009: كتكوت.
- 2011: أنت وربك.
- 2011: صباح الخير بالليل.
- 2013: جكليت.
- 2016: حبيبها يحبني.
- 2017: عزيز الروح.
- 2019: رجال ولد رجال.

### في التمثيل
- 2009: فوازير زنود الست.
- 2010 : كناري
- 2011: مسلسل سامبا.